# Т-25 (трактор)
Т-25 — марка колісного трактора, що випускався в різних модифікаціях на Харківському тракторному заводі з 1966 по 1972 рік,  з 1977 року випускався Т-25А. 
Трактор призначений для міжрядної обробки просапних культур, оранки легких ґрунтів, робіт у садах і теплицях, для роботи з косаркою, а також для дрібних транспортних робіт. Передні напрямні колеса розміру 6.00-16", задні 9.5-32" , 10.00-28" аб, 11.2-28" ,12.4-28". Привід тільки на задні колеса.
В залежності від року випуску існують чотири варіанти КПП .
Відмінною особливістю тракторів Т-25А була наявність обігрівача кабіни працюючого від гідравлічної системи трактора. На більш пізніх модифікаціях Т-30А69 обігрівач працював від системи змащення двигуна.
За 5 років на Харківському  заводі виготовлено 60 055 одиниць Т-25. Наступником Т-25 є ХТЗ-2511.

## Модифікації
Т-25 ХТЗ 1966–1972 Базова модель. Без платформи. 
Т-25 ВТЗ 1972–1973 Базова модель (з змінами ). Без платформи. 
Т25А 1 ВТЗ 1973–1978 Перехідна модель від Т-25 до Т-25А. Без платформи. 
Т-25А ВТЗ 1977–1995 З  платформою і кабіною.
Т-25А2 ВТЗ 1978–? З платформою і тентом.
Т-25А3 ВТЗ 1979–? З платформою і каркасом безпеки.

## Технічні характеристики
Габаритні розміри трактора Т-25А (у середній наладці), мм:
довжина (з вантажами, з навісною системою): 
- з шинами 9,5—32" (9—32") — 3110

- з шинами 12.4—28" — 3098

ширина (при мінімальній колії):
- з шинами 9,5—32" — 1370

- з шинами 12.4—28" — 1467

висота по кабіні (тенту, каркаса):
- з шинами 9,5—32" — 2500

- з шинами 12.4—28" — 2488

Ширина колії (регульована через кожні), мм: 
передніх коліс — 1200—1400 
задніх коліс:
- з шинами 9,5—32" — 1100—1500

- з шинами 12.4—28" — 1200—1480

Число передач:
- «Вперед» — 6

- «Вперед сповільнених» — 2

- «Назад» — 6

Показники дизеля при стандартних атмосферних умовах, температурі і щільності палива: 
Корисна номінальна потужність, к.с. — 25
Агротехнічний просвіт (під гальмівними рукавами), мм: 
при високій наладці:
- з шинами 9,5—32"  — 657

- з шинами 12.4—28" — 645

при середній наладці:
- з шинами 9,5—32" — 587

- з шинами 12.4—28" — 575

при низькій наладці:
- з шинами 9,5—32" — 450

- з шинами 12.4—28" — 438

Маса трактора, кг:
сухого (незаправленого, без вантажів):
- з шинами 9,5—32" — 1780+50

- з шинами 12.4—28" — 1820+50

в робочому стані (експлуатаційна маса):
- з шинами 9,5—32" — 2020+50

- з шинами 12.4—28" — 2060+50

питома витрата палива, г/к.с.—год. — не більше 190
Повна номінальна потужність, к.с. — 29
Питома витрата палива, г/к.с.—год. — не більше 180
Частота обертання колінчастого вала, об/хв — 1800+27
Трактор Т-25 і Т-25А це два різних трактори, хоча і багато в чому схожі, на фото зображений саме Т-25А

## Виробники
- Т-25 — Харківський тракторний завод (1966–1972)
- T-25 — Володимирський тракторний завод (1972–1973)
- Т-25А1 — Володимирський тракторний завод (1973–1978)
- Т-25А  — Володимирський тракторний завод (1977–1991)
- Т-25Ф — Харківський тракторний завод (1992–1994)
- Т-25ФМ — Харківський тракторний завод (з 1994)